# Pancy-Courtecon
Pancy-Courtecon település Franciaországban, Aisne megyében. Lakosainak száma 56 fő (2022. január 1.). Pancy-Courtecon Braye-en-Laonnois, Cerny-en-Laonnois, Chamouille, Colligis-Crandelain, Monthenault és Vendresse-Beaulne községekkel határos.

## Népesség
A település népességének változása:
| Lakosok száma | 67   | 59   | 56   | 46   | 59   | 60   | 56   | 54   | 53   | 56   |
|               | 1968 | 1982 | 1990 | 2006 | 2013 | 2015 | 2017 | 2019 | 2020 | 2022 |